# Riksgäldskontoret
Riksgäldskontoret, ofta förkortat Riksgälden, är en svensk statlig förvaltningsmyndighet som enligt sin instruktion fungerar som statens centrala finansförvaltning. Riksgäldskontoret är också garantimyndighet enligt insättningsgarantilagen och lagen om investerarskydd, stödmyndighet enligt lagen om förebyggande statligt stöd till kreditinstitut, samt fungerar som resolutionsmyndighet. Under 200 år var Riksgäldskontoret en myndighet under riksdagen, men sedan 1989 är det en förvaltningsmyndighet under regeringen och sorterar under Finansdepartementet. Chefen för Riksgäldskontoret har titeln riksgäldsdirektör.
Myndigheten är från 1 oktober 2022 beredskapsmyndighet och ingår i beredskapssektorerna ekonomisk säkerhet samt finansiella tjänster.

## Historik

### Riksens ständers kontor och riksgäldsdirektionen 1719–1789
Riksgäldskontoret har sitt ursprung i det Riksens ständers kontor som inrättades 1719 för att betala skulder från Karl XII:s regeringstid. Kontoret förvaltades av tre fullmäktige utsedda av de tre högre stånden. Deras antal utökades 1762 till sex fullmäktige. Vid riksdagarna kontrollerades kontoret av kontorsdeputationen. Riksens ständers kontor upphörde efter beslut av riksdagen 1765, då de uppgifter som legat på kontoret överfördes till Statskontoret. Redan 1777 förordnade emellertid kungen att förvaltningen av statsskulden skulle skötas av en särskild riksgäldsdirektion, bestående av kanslipresidenten, statssekreteraren för finansärenden, ett kammarråd och en statskommissarie.

### Riksgäldskontoret som myndighet under riksdagen 1789–1989
Riksgäldskontoret bildades vid riksdagen 1789 genom förenings- och säkerhetsakten, efter att Gustav III övertygat Rikets ständer om detta som ett led i att finansiera det pågående kriget mot Ryssland.
Metoden som användes var att ge ut kreditivsedlar, så kallade Riksdaler Riksgälds och utländska lån. Till skillnad från mynt och de sedlar som utgavs av Sveriges riksbank, kallade Riksdaler Banco, hade Riksgäldskontoret inte samma krav på sig att ställa säkerheter för de sedlar som gavs ut. Detta ledde till att ekonomin översvämmades av riksgäldssedlar och att de förlorade i värde gentemot exempelvis mynt och Riksbankens sedlar. År 1818 förklarades alla då utgivna sedlar vara oinlösliga. De sista kreditivsedlarna utgavs av Riksgäldskontoret 1834 och då hade inflationen gått så långt att man fick ge fyra Riksdaler Riksgälds för en Riksdaler Specie.
Även sedan de utländska lånen lösts på 1850-talet fortsatte Riksgäldskontoret av fungera som kreditgivare i Sverige, i en tid då banker var sällsynta. Verksamheten finansierades med skatter. I takt med att ett svenskt bankväsen växte fram minskade behovet av lån från Riksgäldskontoret, och 1897 upphörde formellt Riksgäldskontorets rätt att ge ut sedlar, även om den då inte praktiserats på länge.

### Riksgäldskontoret som myndighet under regeringen 1989–nutid
I tvåhundra år, fram till 1989, lydde Riksgäldskontoret som en av få statliga myndigheter under riksdagen när den rekonstituerades till att lyda under regeringen (Finansdepartementet) istället. I samband med detta avskaffades riksgäldsfullmäktige, och Riksgäldskontoret kom istället att ledas av en styrelse utsedd av regeringen. Från 1989 övertog Riksgäldskontoret bland annat uppgiften som statens internbank från Riksbanken.

## Ansvarsområden
Riksgäldskontoret ansvar för dessa arbetsområden:
- Statsskuldsförvaltning
- Statens internbank
- Statliga garantier och lån
- Hantering av banker i kris. Riksgälden är Sveriges resolutionsmyndighet.
- Finansiering av kärnavfall

Genom att samla dessa verksamheter i en myndighet får staten en effektiv finansförvaltning.
Riksgäldskontorets arbetsområden hänger ihop på flera sätt. Nettot av alla statliga betalningar blir statens nettolånebehov. Uppgiften är att täcka eventuella underskott i betalningarna genom att låna upp pengar. När staten har överskott i budgeten kan Riksgäldskontoret betala av på statsskulden. Nettobetalningarna styr alltså hur mycket Sverige måste låna och påverkar om statsskulden ökar eller minskar. Om en garantitagare inte kan betala måste staten betala istället och låna upp pengarna. Därmed ökar statsskulden med det infriade beloppet.

## Statens internbank
Statens internbank är en avdelning på Riksgäldskontoret. Den sköter statens kassa och ansvarar för alla pengar som staten får in och fördelar dem till myndigheterna enligt de beslut riksdagen och regeringen har tagit. Den sköter också in- och utlåning till statliga myndigheter och vissa statliga bolag. Statens internbank administrerar och betalar även ut anslagsmedel till myndigheternas räntekonton. De måste också placera sina pengar hos Riksgäldskontoret. God service till myndigheter och låga räntekostnader för staten är målen för verksamheten.
Statens inbetalningar och utbetalningar går via det betalsystem som Riksgäldskontoret ansvarar för. Det skall ge möjligheter till effektiva och säkra betalningar och bidra till en god kassahållning i staten. Genom att samla alla statliga betalningar kan staten få en effektiv finansförvaltning och likviditetsstyrning. Över 7 000 miljarder kronor cirkulerar i betalningssystemet varje år.

## Statliga garantier och lån
Riksgäldskontoret ger statliga garantier och lån som riksdagen har beslutat om. Riksgäldskontoret bedömer risker och sätter avgifter så att de motsvarar statens förväntade kostnader. Riksgäldskontoret ska också verka för att andra statliga myndigheters garantier och lån hanteras effektivt.

## Riksgäldskontorets författningssamling
Riksgäldskontorets författningssamling innehåller föreskrifter om hur myndigheter som lämnar garantier ska använda garantiförordningen. Föreskrifterna innehåller även hur statliga myndigheter ska sköta betalningar och förvalta sina pengar.

## Riksgäldsdirektörer och chefer
- 1935–1950: Fredrik Sandberg
- 1950–1961: Sten Widlund
- 1961–1977: Georg Ringström
- 1977–1987: Lars Kalderén
- 1988–1995: Staffan Crona
- 1995–2004: Thomas Franzén
- 2004–2013: Bo Lundgren
- 2013–2022: Hans Lindblad
- 2022–:     Karolina Ekholm

## Riksgäldens uppgifter i krig
Krisberedskap och samordning: Som beredskapsmyndighet har Riksgälden ett särskilt ansvar för att kunna bedriva sin verksamhet under höjd beredskap. Myndigheten deltar i samverkansforum som FSPOS (Finansiella sektorns privat-offentliga samverkansgrupp) och SOES (Samverkansområdet för ekonomisk säkerhet) för att säkerställa att det finansiella systemet fungerar även i krissituationer.
Totalförsvar och civilt försvar: Inom ramen för totalförsvaret bidrar Riksgälden till att säkerställa att den ekonomiska infrastrukturen fungerar under höjd beredskap och krig. Myndigheten utvecklar kontinuerligt sin förmåga att hantera finansiella kriser och stödja statens försvars- och beredskapsinsatser. 
Regelverk och förordningar: Enligt Förordning (2022:524) om statliga myndigheters beredskap ska myndigheter under regeringen genom sin verksamhet minska sårbarheten i samhället och utveckla en god förmåga att hantera sina uppgifter vid fredstida krissituationer och höjd beredskap.
Genom dessa åtgärder spelar Riksgälden en avgörande roll i att upprätthålla Sveriges finansiella stabilitet och säkerhet under krig och krissituationer.